# 銀椅合唱團
銀椅合唱團（英語：Silverchair）是澳洲另類搖滾樂團。樂團1992年成立於新南威爾斯州紐卡索，原名無辜罪犯合唱團（Innocent Criminals），由主唱兼任吉他手丹尼爾·約翰斯、貝斯手克里斯·喬安諾與鼓手班·吉力斯組成。銀椅合唱團在澳洲樂壇享有盛譽，坐擁21座澳洲音樂大獎ARIA獎獎座，也是現任獲獎次數最多的紀錄保持人。樂團另也六度獲頒APRA獎。

## 音樂作品
- Frogstomp (1995)
- Freak Show (1997)
- Neon Ballroom (1999)
- Diorama (2002)
- 熱血青年 Young Modern (2007)

### 引用
1. ↑  McFarlane, 「銀椅合唱團」百科全書連結入口
2. ↑  . 澳洲唱片工業學會.   [2008-02-04]. （原始内容存档于2009-02-10）.
3. ↑  . 澳洲表演權學會.   [2008-06-19]. （原始内容存档于2008-06-15）.
4. ↑  Cameron Adams. . 太陽先驅報. 17 June 2008  [2008-06-19]. （原始内容存档于2008-06-20）.

## 外部連結
- 官方网站
- 銀椅合唱團在MusicBrainz上的頁面（英文）
- 銀椅合唱團歌迷網站
- 銀椅合唱團部落格